# Небиеридзе, Семён Антонович
Семён Антонович Небиеридзе (1 сентября 1918 года, село Цхрацкаро, Шорапанский уезд, Кутаисская губерния, Российская империя — дата смерти неизвестна, село Цхрацкаро, Зестафонский район, Грузинская ССР) — звеньевой колхоза имени Берия Зестафонского района, Грузинская ССР. Герой Социалистического Труда (1949).

## Биография
Родился в 1918 году в крестьянской семье в селе Цхрацкаро Шорапанского уезда (сегодня — Зестафонский муниципалитет). Окончил местную сельскую школу. Трудился рядовым колхозником в местном колхозе. В октябре 1938 года был призван на срочную школу в Красную Армию. С 1941 года — на фронтах Великой Отечественной войне. Воевал в составе 63-й отдельной морской стрелковой бригады в Заполярье. Участвовал в Петсамо-Киркенесской операции, за которую был награждён Орденом Красной Звезды. В октябре 1946 года демобилизовался и возвратился на родину.
Трудился звеньевым в колхозе имени Берия Зестафонского района. В 1948 году звено под его руководством собрало в среднем с каждого гектара по 75 центнеров винограда шампанских вин на участке площадью 3,2 гектара. Указом Президиума Верховного Совета СССР от 9 августа 1949 года удостоен звания Героя Социалистического Труда за «получение высоких урожаев винограда в 1948 году» с вручением ордена Ленина и золотой медали «Серп и Молот».
Этим же Указом званием Героя Социалистического Труда были также награждены труженики колхоза имени Берия бригадир Ион Амберкиевич Чулухадзе, звеньевые Георгий Фомич Бакурадзе и Георгий Васильевич Цивцивадзе.
Проживал в родном селе Цхрацкаро. Дата смерти неизвестна (после 1985 года).
Награды
- Герой Социалистического Труда
- Орден Ленина — дважды (1949; 25.11.1950)
- Орден Красной Звезды (15.10.1944)
- Орден Отечественной войны 2 степени (11.03.1985)
- Медаль «За оборону Советского Заполярья» (05.12.1944)